# 真理寺
真理寺是泰国的木结构建筑，作为博物馆开放参观。由商人莱·威里亚潘设计及出资修建，始建于1981年，至今尚未完工。
整座建筑用柚木、水荚豆木、香坡壘木、泰国格木等多种原木打造，占地面积13公顷，内部面积2,115平方米，整体高100米，其中尖顶高30米，号称“世界最大的木制城堡”。其木雕装饰华丽繁复，造型多参考阿瑜陀耶王国时期的寺庙艺术，兼具佛教及印度教元素。
虽然真理寺的中文译名带有“寺”字，但其并非佛寺。其泰文原名的第一个词（Prasat）指一类有多层屋檐且修有尖顶的建筑，源自梵文，意为（建于高台上的）神庙。

## 历史
真理寺于1981年动工修建，预计最早在2025年完工。游客参观时，需要佩戴安全帽。

## 建筑
真理寺以阿瑜陀耶时期的寺庙为蓝本，各式木雕混合了暹罗、印度、高棉和中国艺术元素。建筑整体用多种原木打造，主体承重柱采用香坡壘木，预计可屹立六百年。
其屋顶的四面梵天像分别代表尊敬父母、师长和君王。四方屋檐各修有一座五层塔，其上站立天使雕像，各有不同含义，如东面和北面的天使握经文和莲花，强调宗教传统；西面的天使手握稻草，掌上立着鸽子，强调农本观念；南面的天使伴着老人和小童，强调家庭责任。中央九层尖塔顶为骑马天使像。
真理寺内部以各式木雕表现“东亚文化对于人生哲学问题的解答”，如「我是誰」「我從哪裏來」「如何存在」以及「生活目標」，元素涵盖印度教、上座部佛教、汉传佛教，如梵天、象头神、观世音菩萨、日月星辰、天地水火、人生轮回场面等。

## 活动
除了提供内部导览服务外，真理寺亦提供骑马、搭马车游览、乘快艇前往附近海湾游览、骑象游览等服务，亦会举办海豚表演、驻寺工匠们示范木雕等活动。内部开设餐厅提供泰国菜肴和清真菜，此外还设有一处动物园。

## 图册

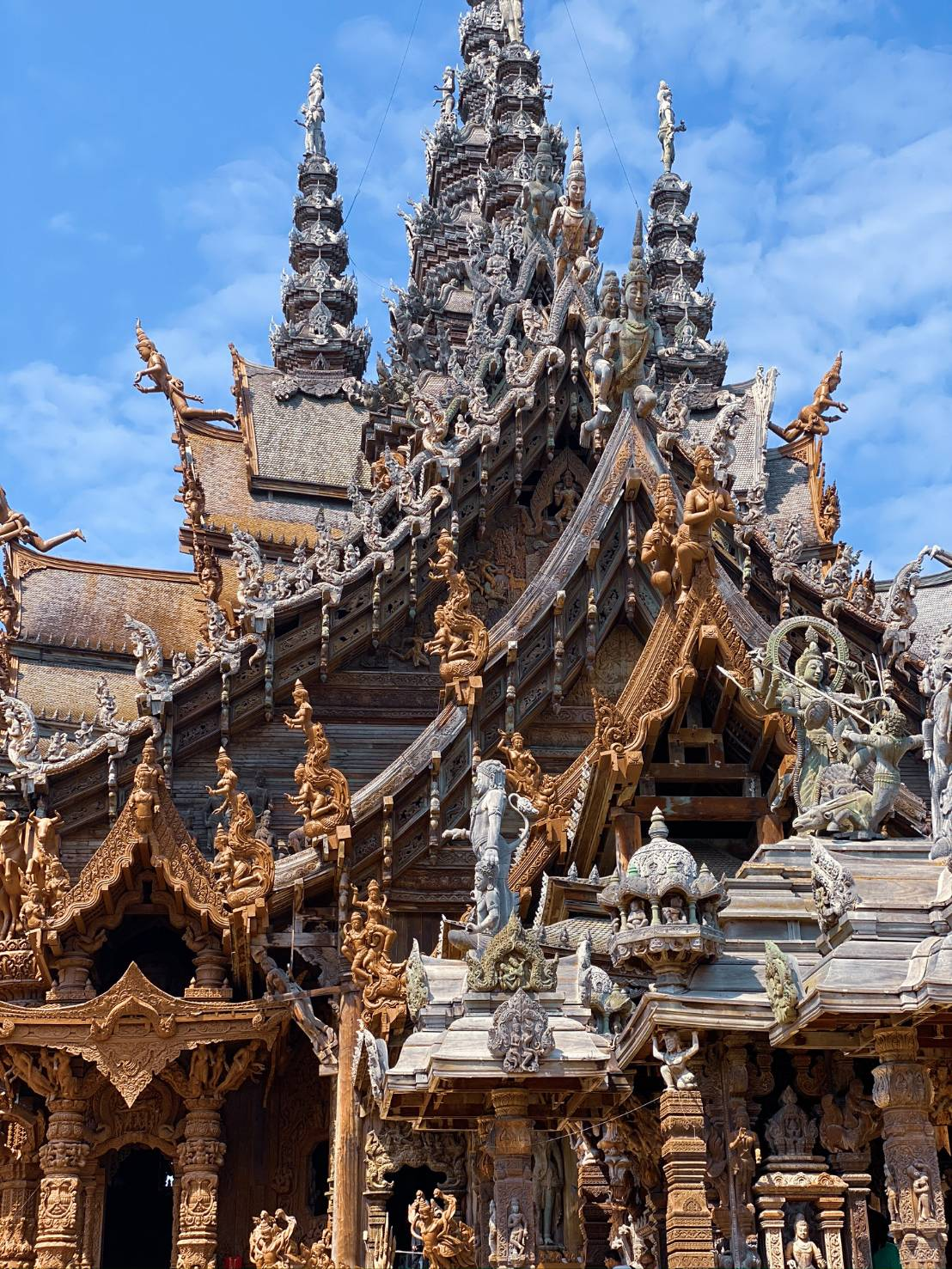
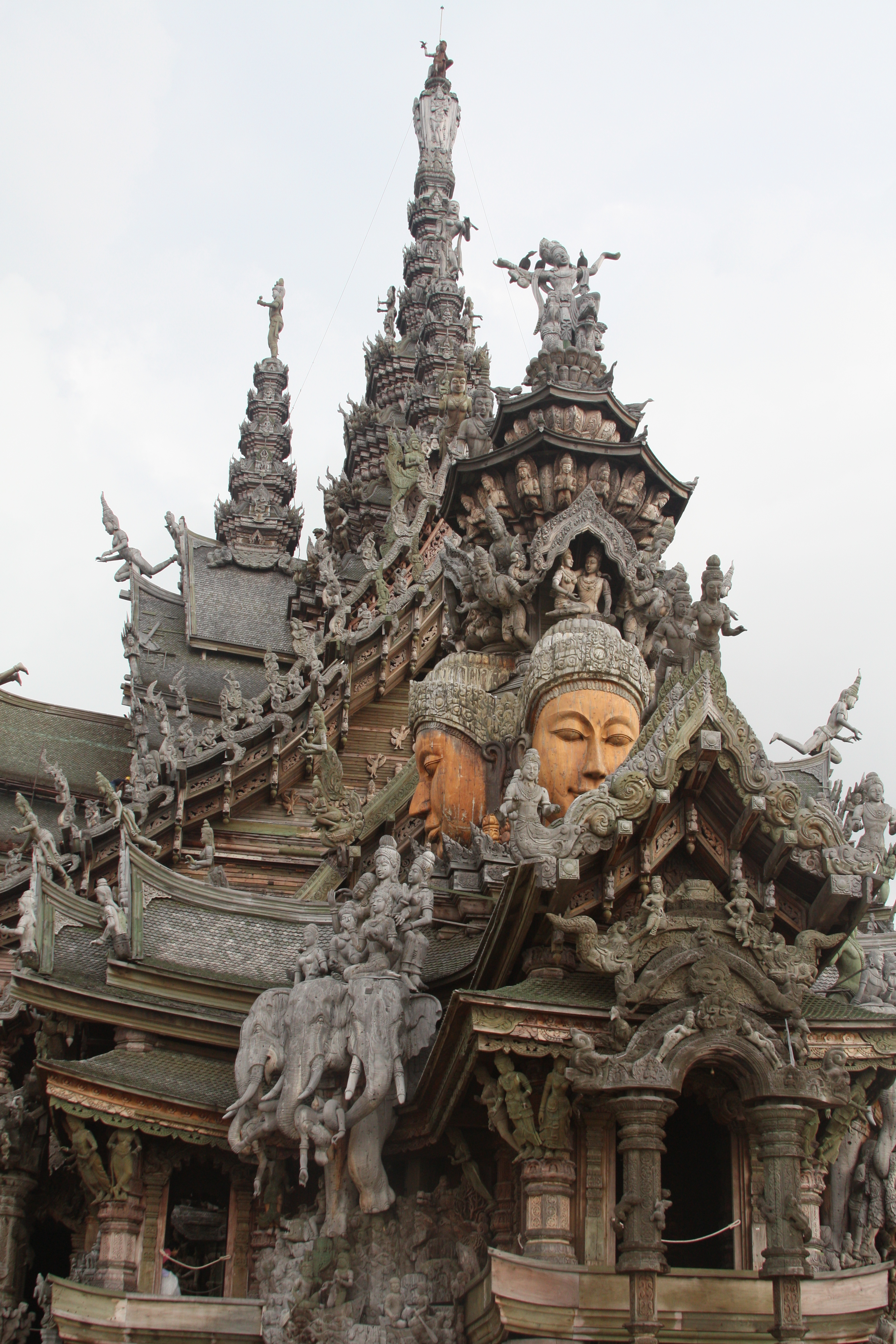
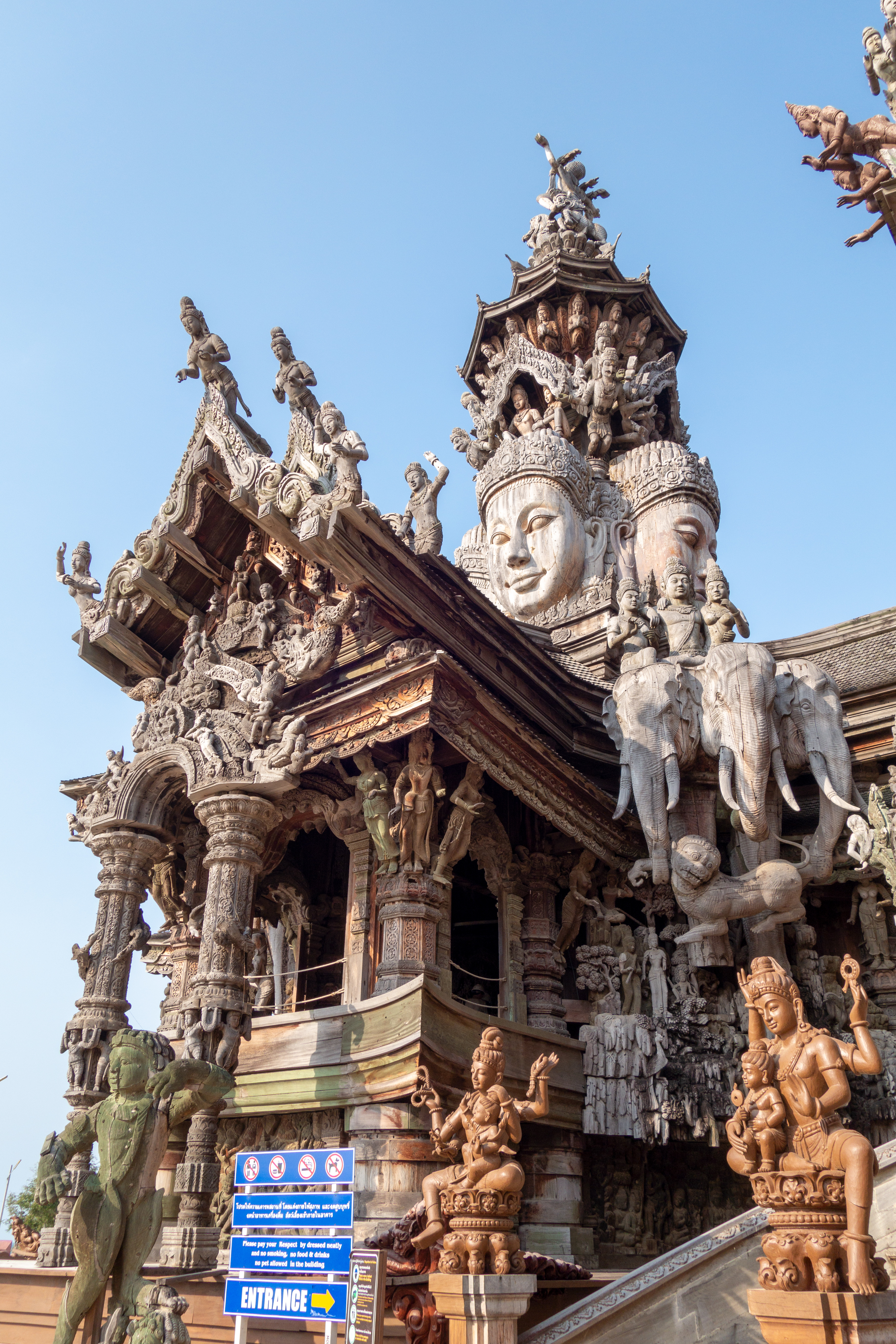
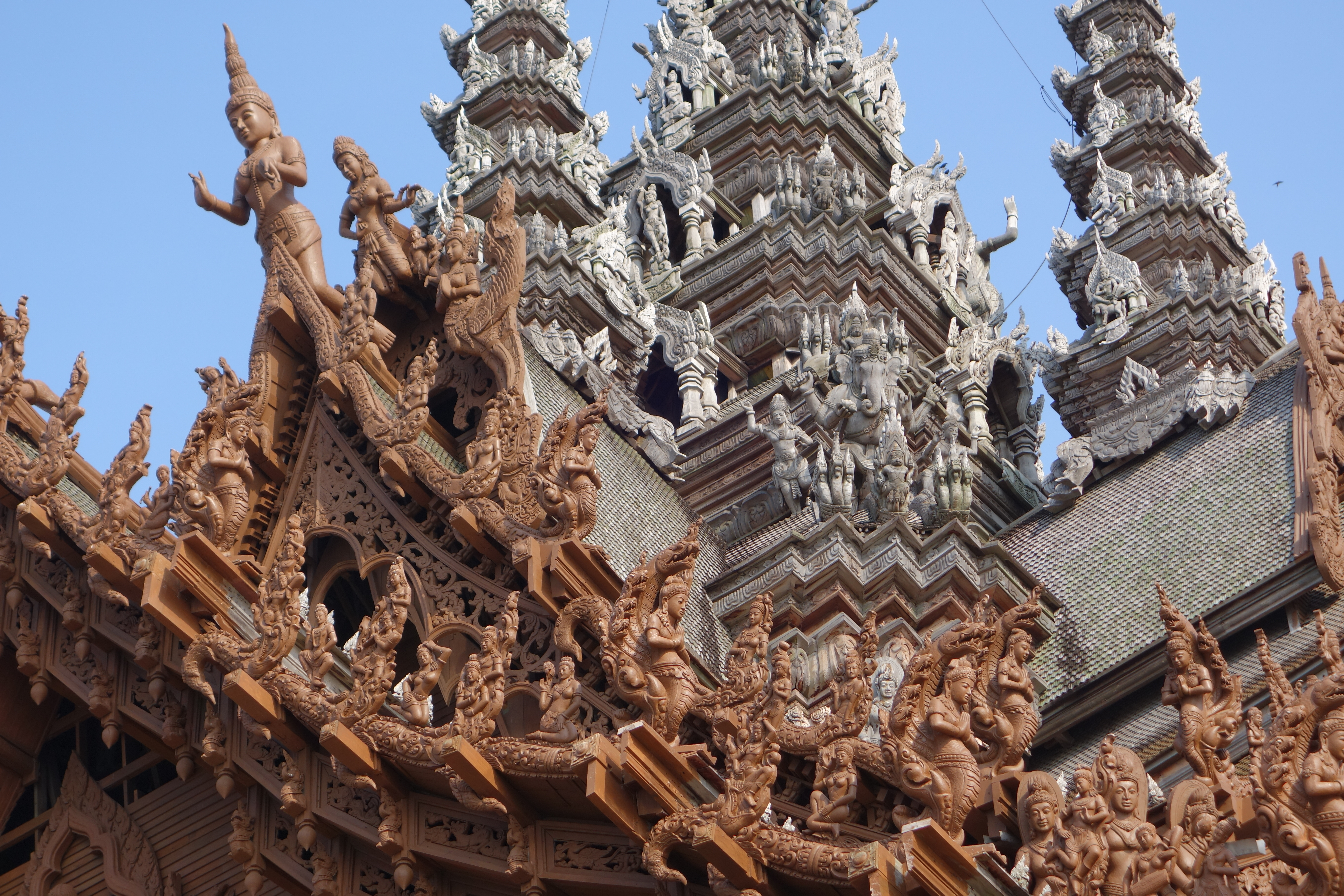
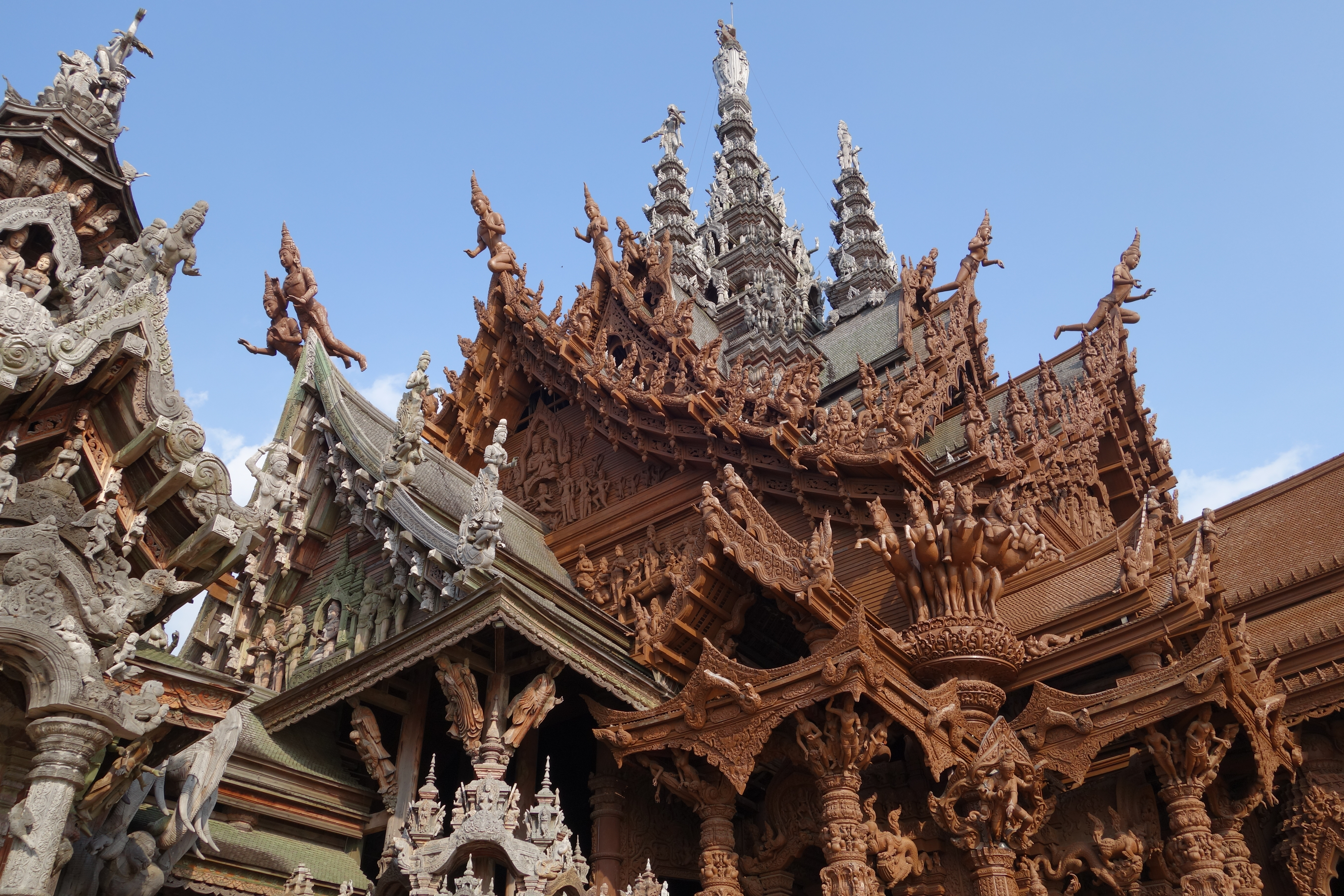
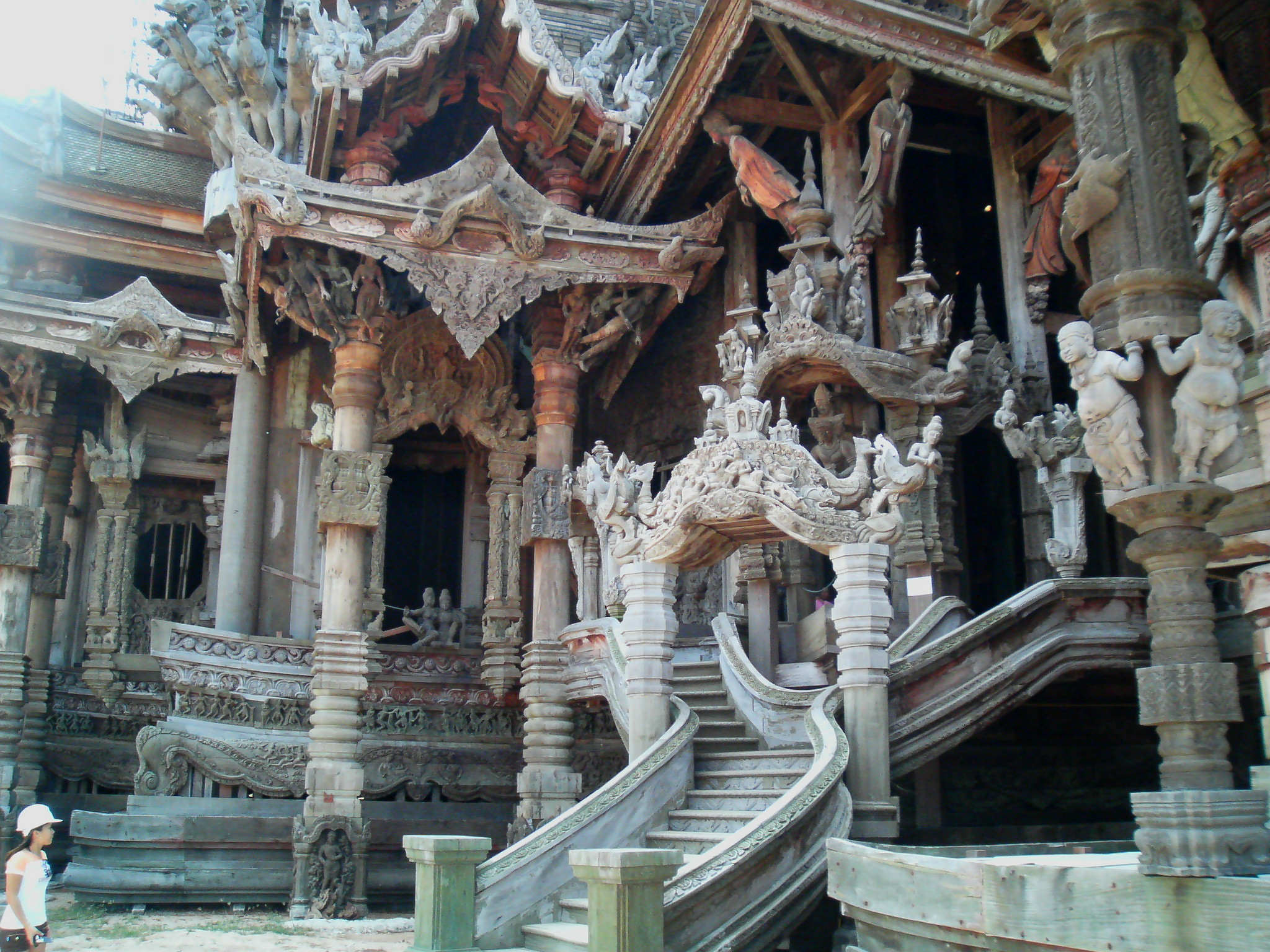
门廊
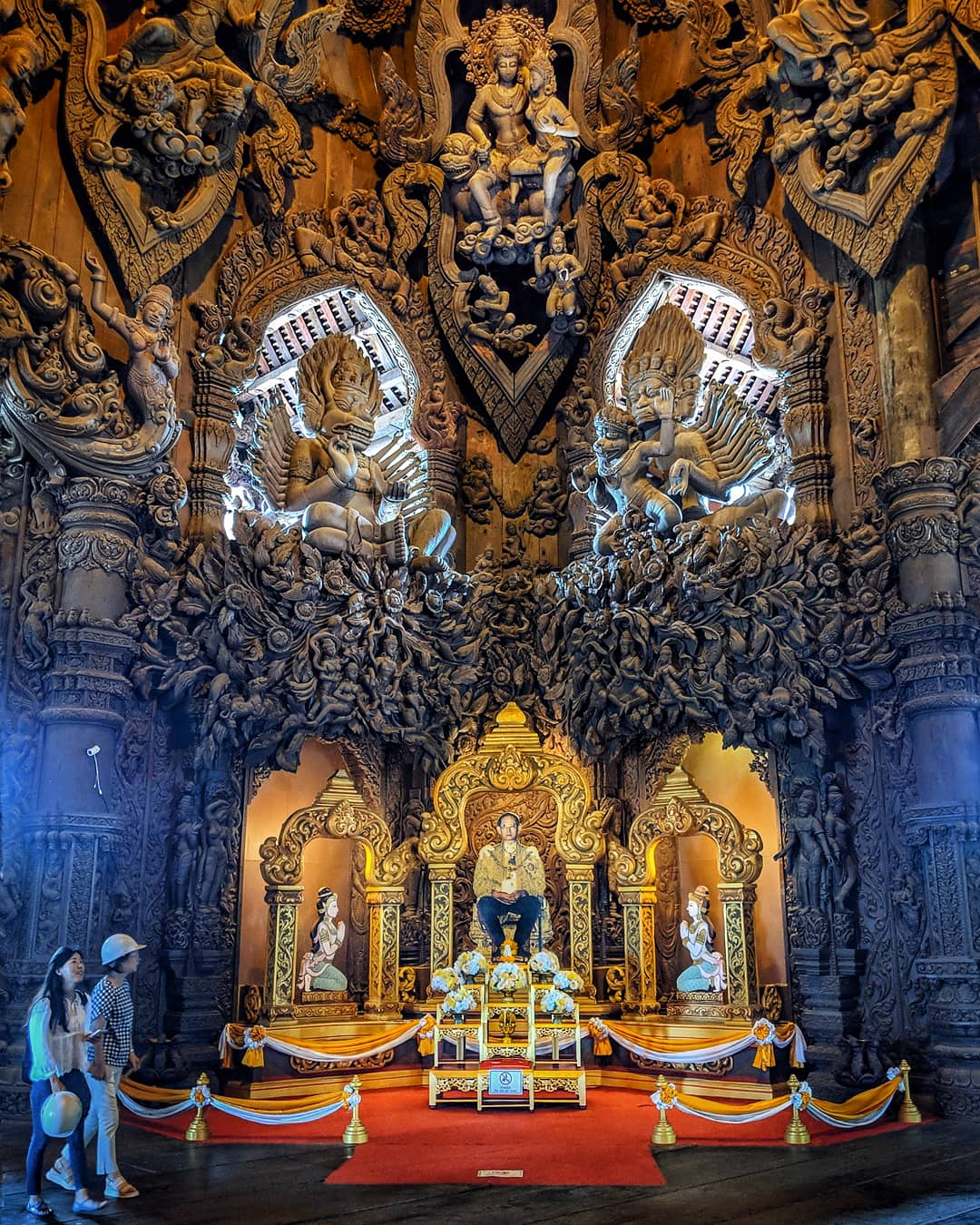
内部
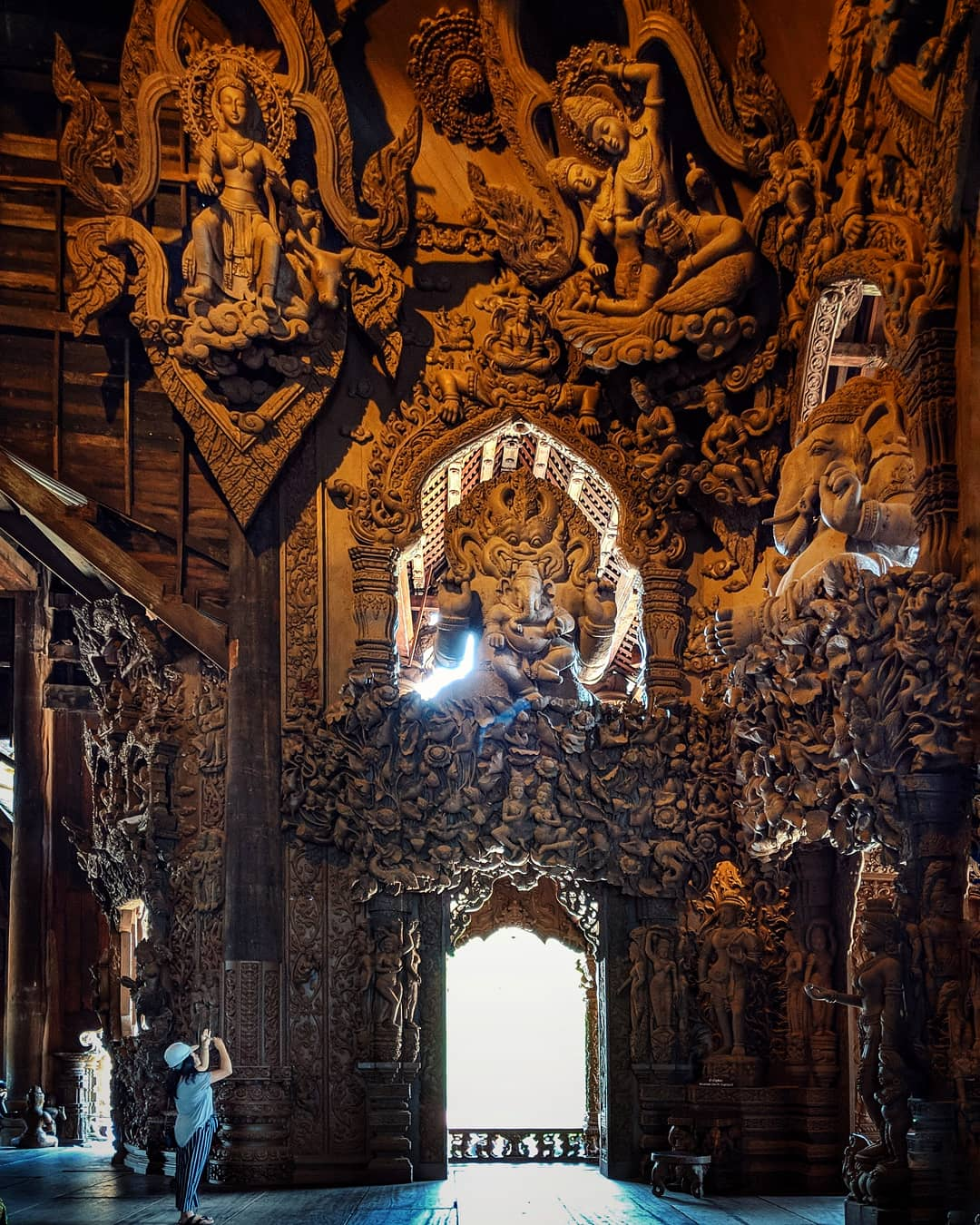
内部
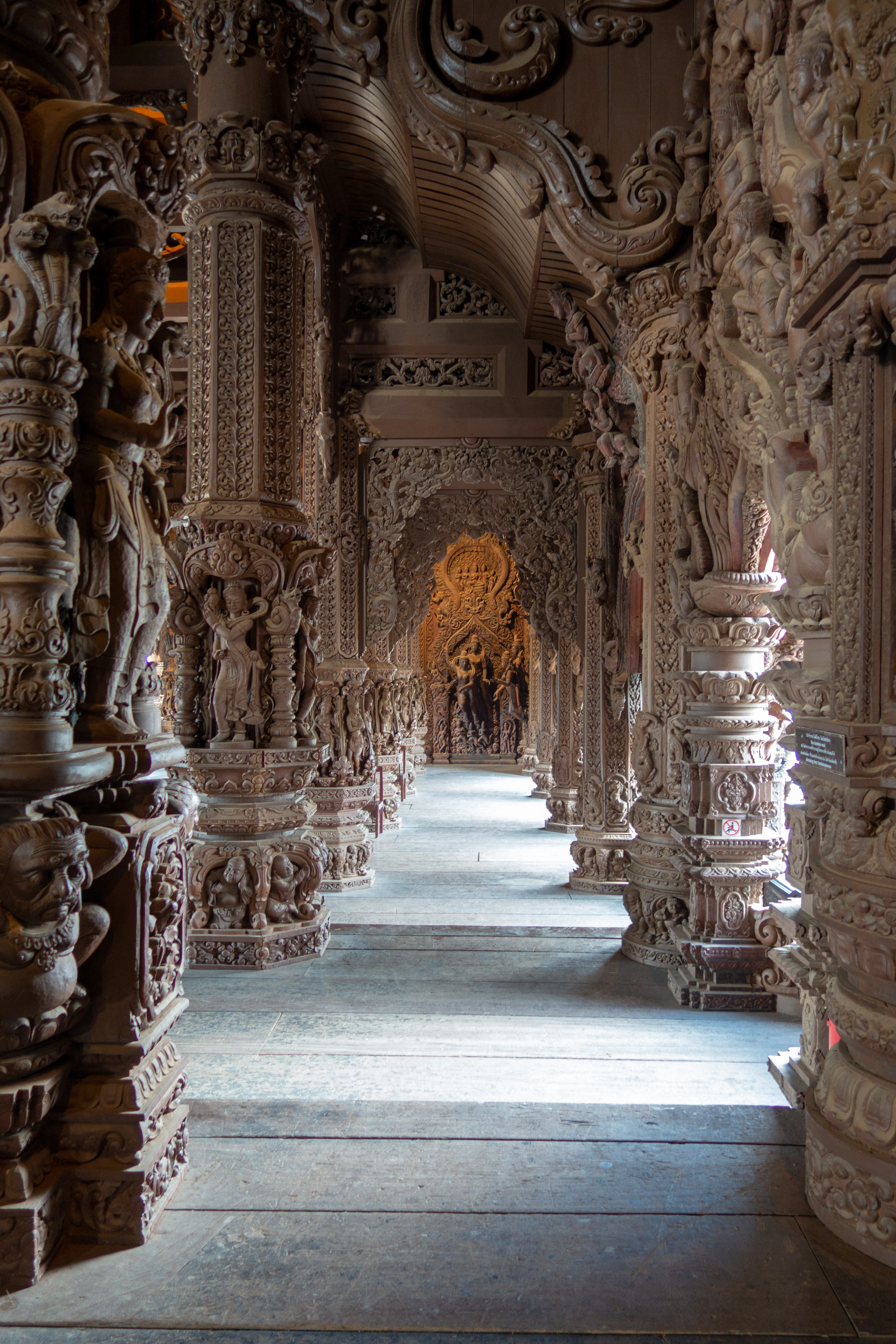
内部